# Hugh Faulkner
Leslie Houston Faulkner jr., detto Hugh (Anaheim, 23 dicembre 1929 – 9 settembre 1999), è stato un cestista statunitense.

## Carriera
Dopo quattro stagioni alla Pepperdine University venne selezionato dai Philadelphia Warriors al nono giro del Draft NBA 1951 (81ª scelta assoluta).
Con gli Stati Uniti disputò i Giochi panamericani di Città del Messico 1955, vincendo la medaglia d'oro.